# Lista najdłuższych filmów
Lista najdłuższych filmów – lista filmów, których czas projekcji przekracza 360 minut (6 godzin).

## Filmy eksperymentalne
Filmy wyprodukowane jako część instalacji artystycznych, bądź bez szerokiej dystrybucji i skierowane do wąskiego grona odbiorców. Często nie przeznaczone do oglądania w całości, lecz prezentowane na pokazach, podczas których widzowie oglądają jedynie fragment filmu.
| Tytuł                                           | Reżyser                           | Kraj produkcji            | Czas                          | Rok premiery | Uwagi |
| ----------------------------------------------- | --------------------------------- | ------------------------- | ----------------------------- | ------------ | --- |
| Logistics                                       | Erika Magnusson, Daniel Andersson | Szwecja                   | 51420 min (35 dób i 17 godz.) | 2012         | Pokazana w czasie rzeczywistym podróż śladem krokomierza od sprzedającego go sklepu w Sztokholmie do fabryki w Chinach, w której został wyprodukowany. |
| Modern Times Forever                            | Superflex                         | Dania                     | 14400 min (10 dób)            | 2011         | Zmieniający się pod wpływem mijających tysiącleci budynek Stora Enso w Helsinkach. |
| Beijing 2003                                    | Ai Weiwei                         |                           | 9000 min (6 dób i 6 godz.)    | 2004         | Zdjęcia nakręcone przez kamerę w samochodzie jeżdżącym po ulicach Pekinu. |
| Untitled #125 (Hickory)                         | Josh Azzarella                    | Stany Zjednoczone         | 7200 min (5 dób)              | 2011         | Film oparty na 6,5-minutowym fragmencie filmu Czarnoksiężnik z Oz od porwania Dorotki przez tornado do spotkania z Dobrą Czarownicą. Autor rozciągnął ten fragment przybliżając go do czasu pobytu bohaterki w krainie Oz. |
| Matrjoschka                                     | Karin Hoerler                     | Niemcy                    | 5700 min (3 doby i 23 godz.)  | 2006         | Sekwencja zmieniających się nieustannie bardzo wolno obrazów opartych na jednym zdjęciu chłopca na rowerze. |
| Lekarstwo na bezsenność                         | John Henry Timmis IV              | Stany Zjednoczone         | 5220 min (3 doby i 15 godz.)  | 1987         | L.D. Groban recytuje swój 4080-stronicowy poemat. Recytacja przeplatana jest nagraniami występów rockowych oraz scenami pornograficznymi. |
| The Longest Most Meaningless Movie in the World | Vincent Patouillard               | Wielka Brytania           | 2880 min (2 doby)             | 1970         | Film w całości zmontowany z wielu nagrań wideo, głównie z odrzutów. |
| 24 Hour Psycho                                  | Douglas Gordon                    | Wielka Brytania           | 1440 min (24 godz.)           | 1993         | Jest to cały film Psychoza Alfreda Hitchcocka odtwarzany z prędkością 2 klatek na sekundę. |
| The Clock                                       | Christian Marclay                 | Wielka Brytania           | 1440 min (24 godz.)           | 2010         | Sceny z różnych filmów i programów telewizyjnych z widocznymi zegarami. Film został zmontowany w taki sposób, że odpowiednio zsynchronizowana projekcja będzie pokazywała czas rzeczywisty. |
| Happy                                           | Pierre Dupaquier, Clément Durou   | Stany Zjednoczone         | 1440 min (24 godz.)           | 2013         | 24-godzinna wersja teledysku Happy Pharrella Williamsa. Obraz z zapętlonym 360 razy czterominutowym utworem pokazuje ludzi tańczących w rytm piosenki w różnych miejscach. |
| My Human Time                                   | Marc Sallent                      | Hiszpania                 | 1440 min (24 godz.)           | 2014         | Film zrealizowany przez startup AudioSnaps promujący aplikację do robienia zdjęć wraz klipem dźwiękowym. Marc Sallent, jeden z twórców aplikacji, został sfilmowany w jednym, trwającym dobę, statycznym ujęciu. Bohater wykonuje w tym czasie różne czynności co minutę wypowiadając na głos aktualną godzinę. |
| Bordeaux Piece                                  | David Claerbout                   | Belgia                    | 823 min (13 godz. i 43 min)   | 2004         | Film składa się z 70 sekwencji, w których aktorzy odgrywają tę samą scenę (nawiązującą do Pogardy Jean-Luca Godarda) w zmieniających się w ciągu dnia warunkach oświetleniowych. Kolejne ujęcia były powtarzane przez cały dzień, co 10 minut w godz. 5:30-22:00. Zdjęcia zrealizowano w lipcu i sierpniu. |
| White House                                     | David Claerbout                   | Belgia                    | 690 min (11 godz. i 30 min)   | 2006         | Film zrealizowany w podobnej konwencji do ww. Bordeaux Piece. Został nakręcony w warunkach zimowych i prezentuje inną scenę – dwóch mężczyzn toczących spór. |
| Circus Savage                                   | Larry Jordan                      | Stany Zjednoczone         | 643 min (10 godz. i 43 min)   | 2009         | Filmowa autobiografia awangardowego reżysera i animatora Larry’ego Jordana. Montaż różnych nagrań wideo kręconych przez autora w ciągu 60 lat jego pracy artystycznej. |
| Paint Drying                                    | Charlie Lyne                      | Wielka Brytania           | 607 min (10 godz. i 7 min)    | 2016         | Widok schnącej farby na ścianie. Film powstał jako protest przeciw cenzorskiej działalności British Board of Film Classification. Autor przekazał go do tej instytucji do obowiązkowej klasyfikacji. |
| Empire                                          | Andy Warhol                       | Stany Zjednoczone         | 485 min (8 godz. i 5 min)     | 1965         | Statyczne ujęcie wieżowca Empire State Building nakręcone 25-26 lipca 1964, między 20:06 a 2:42. |
| Baa Baa Land                                    | Garth Thomas                      | Wielka Brytania           | 480 min (8 godz.)             | 2017         | Film złożony z kilku długich ujęć pokazujących stado owiec. |
| Imitation of Christ                             | Andy Warhol                       | Stany Zjednoczone         | 480 min (8 godz.)             | 1967         | Komediodramat opowiadający o młodym mężczyźnie (Pat Close) spędzającym większość czasu w swoim pokoju z pomocą domową (Nico), mieszkającym w jednym domu z narzekającymi na niego rodzicami (Brigid Berlin i Robert Olivo) i ciągle spierającym się ze swoją dziewczyną (Andrea Feldman). Film wchodził w skład instalacji zatytułowanej **** złożonej z 29 głównie 30-minutowych filmów wyświetlanych jednocześnie z dwóch projektorów na jednym ekranie obok siebie. |
| Sleep                                           | Juha Lilja                        | Szwecja                   | 480 min (8 godz.)             | 2013         | Autor sfilmowany podczas snu z różnych ujęć wraz z kilkoma sekwencjami marzeń sennych. Produkcja zainspirowana filmem Andy’ego Warhola z 1963 pod tym samym tytułem. |
| The Wake                                        | Michael Kvium, Christian Lemmerz  | Dania                     | 462 min (7 godz. i 42 min)    | 2000         | Film niemy powstały w oparciu o Finneganów tren Jamesa Joyce’a. |
| Hitler, film z Niemiec                          | Hans-Jürgen Syberberg             | Francja · Wielka Brytania | 442 min (7 godz. i 22 min)    | 1977         | Łączący różne środki wyrazu film poświęcony postaci Adolfa Hitlera i Trzeciej Rzeszy. |
| Ambiancé                                        | Anders Weberg                     | Szwecja                   | 440 min (7 godz. i 20 min)    | 2016         | Statyczne ujęcie z udziałem dwójki performerów nagrane na plaży przy Hovs hallar, w miejscu gdzie sfilmowano słynną scenę pojedynku szachowego z filmu Siódma pieczęć. Ta wersja filmu, według autora, miała być jedynie zwiastunem znacznie dłuższego dzieła o metrażu 720 godz. (30 dób). Pomimo zapowiadanej premiery na rok 2020, film nie ukazał się. |
| Lamentations: A Monument to the Dead World      | R. Bruce Elder                    | Kanada                    | 435 min (7 godz. i 7 min)     | 1985         | Film artystyczny skupiający się na relacji pomiędzy literaturą, nauką i filozofią. |
| The Movie Orgy                                  | Joe Dante                         | Stany Zjednoczone         | 420 min (7 godz.)             | 1968         | Studencki film Joego Dante. Kompilacja fragmentów różnych filmów, programów telewizyjnych i innych materiałów filmowych. |

## Filmy fabularne
| Tytuł                                                         | Reżyser                            | Kraj produkcji                                          | Czas                        | Rok premiery | Uwagi |
| ------------------------------------------------------------- | ---------------------------------- | ------------------------------------------------------- | --------------------------- | ------------ | --- |
| Amra ekta sinema banabo                                       | Aszraf Sziszir                     | Bangladesz                                              | 1260 min (21 godz.)         | 2019         | Włóczęga namawia dręczonego wyrzutami sumienia młodzieńca, aby ten odpokutował pozwalając nakręcić film, którego on będzie bohaterem. Obraz porusza temat sytuacji społeczno-politycznej po wojnie o niepodległość Bangladeszu. |
| La Flor                                                       | Mariano Llinás                     | Argentyna                                               | 808 min (13 godz. i 28 min) | 2018         | Film złożony z sześciu historii zrealizowanych w różnych stylach i z udziałem tej samej grupy czterech aktorek. Cztery historie nie posiadają zakończenia, jedna jest opowiedziana od początku do końca, jedna nie posiada wprowadzenia. Strukturę filmu ukazuje graf w kształcie kwiatu obecny na plakacie i mający odzwierciedlenie w tytule filmu (hiszp. la flor – kwiat). |
| Out 1: Noli me tangere                                        | Jacques Rivette, Suzanne Schiffman | Francja                                                 | 775 min (12 godz. i 55 min) | 1971         | Kronika prób prowadzonych przez dwie paryskie trupy teatralne, przygotowujące się do wystawienia tragedii greckich Ajschylosa na tle codziennego życia aktorów i tajemnic Paryża. Wyświetlany również w wersji podzielonej na 8 części oraz w wersji skróconej pt. Out 1: Spectre trwającej 253 min. |
| Ebolusyon ng isang pamilyang Pilipino                         | Lav Diaz                           | Filipiny                                                | 593 min (9 godz. i 53 min)  | 2004         | Obraz z gatunku slow cinema przedstawiający losy ubogiej rodziny rolników z Filipin. |
| Heremias (Unang aklat: Ang alamat ng prinsesang bayawak)      | Lav Diaz                           | Filipiny · Holandia · Szwecja                           | 540 min (9 godz.)           | 2006         | Film z gatunku slow cinema opowiadający o tułaczce tytułowego Heremiasa, wędrownego sprzedawcy. |
| Kagadanan sa banwaan ning mga engkanto                        | Lav Diaz                           | Filipiny · Holandia                                     | 540 min (9 godz.)           | 2007         | Historia artysty powracającego do Filipin po kilkuletnim pobycie w Rosji. |
| Kołysanka do bolesnej tajemnicy                               | Lav Diaz                           | Filipiny · Singapur                                     | 485 min (8 godz. i 5 min)   | 2016         | Film fabularny przedstawiający losy uczestników rewolucji filipińskiej. |
| The Works and Days (of Tayoko Shiojiri in the Shiotani Basin) | Anders Edström, C.W. Winter        | Stany Zjednoczone · Szwecja · Japonia · Wielka Brytania | 480 min (8 godz.)           | 2020         | Codzienne życie starszej kobiety mieszkającej w małej wsi w japońskiej prefekturze Kioto. |
| Szatańskie tango                                              | Béla Tarr                          | Węgry · Niemcy · Szwajcaria                             | 450 min (7 godz. i 30 min)  | 1994         | Ekranizacja powieści László Krasznahorkai. |
| Melancholia                                                   | Lav Diaz                           | Filipiny                                                | 450 min (7 godz. i 30 min)  | 2008         | Troje bohaterów próbuje zwalczyć traumę z przeszłości uczestnicząc w nietypowej terapii. |
| Three Mirrors Creature's Flashes of Flesh                     | Giuliano Tomassacci                | Włochy                                                  | 442 min (7 godz. i 22 min)  | 2023         | [ 38 ] |
| Arşın Mal Alan                                                | Boris Swietłow                     | Rosja                                                   | 420 min (7 godz.)           | 1917         | Film niemy na podstawie operetki Üzeyira Hacıbəyova. |
| Koło udręki                                                   | Abel Gance                         | Francja                                                 | 418 min (6 godz. i 58 min)  | 1923         | Film niemy. Historia życia kolejarza, który ratuje, a następnie przygarnia osieroconą dziewczynkę. Po latach odkrywa, że zakochał się w adoptowanej córce, co przyniesie tragiczne skutki. Pierwotna wersja filmu jest dziś uważana za zaginioną. Jej długość nie jest znana, różne źródła podają od 7,5 godz. do nawet 9 godz. Film znany był w 2,5-godzinnej wersji skróconej przez reżysera na potrzeby dystrybucji kinowej w 1924 r. oraz w wydanej w 2008 r. 4,5-godzinnej wersji zrekonstruowanej. W 2019 r. premierę miała kolejna rekonstrukcja o długości 6 godz. i 58 min i jest to najdłuższa dostępna wersja filmu. |
| Le soulier de satin                                           | Manoel de Oliveira                 | Francja · Portugalia · Szwajcaria                       | 410 min (6 godz. i 50 min)  | 1985         | Ekranizacja dramatu Atłasowy trzewiczek Paula Claudela. |
| Isang salaysay ng karahasang Pilipino                         | Lav Diaz                           | Filipiny                                                | 409 min (6 godz. i 49 min)  | 2022         | Historia filipińskiej rodziny rozgrywająca się w czasach dyktatury Ferdinanda Marcosa. |
| DAU. Degeneracja                                              | Ilja Chrżanowski, Ilja Piermiakow  | Rosja · Ukraina · Niemcy · Wielka Brytania              | 369 min (6 godz. i 9 min)   | 2020         | Film zrealizowany jako część projektu artystycznego DAU ukazujący historię rozgrywającą się w tajnym radzieckim ośrodku badawczym przeprowadzającym okrutne eksperymenty w celu stworzenia idealnego człowieka. |
| Nasze najlepsze lata                                          | Marco Tullio Giordana              | Włochy                                                  | 366 min (6 godz. i 6 min)   | 2003         | Historia dwóch braci tocząca się na przestrzeni ponad 30 lat. |

## Filmy dokumentalne
| Tytuł                                        | Reżyser                              | Kraj produkcji            | Czas                         | Rok premiery | Uwagi |
| -------------------------------------------- | ------------------------------------ | ------------------------- | ---------------------------- | ------------ | --- |
| Grand-mère Martha                            | Sydney Ling                          | Francja                   | 1452 min (24 godz. i 12 min) | 1996         | Dokument ukazujący jeden dzień z życia aktorki Marthy Stelloo. Film został zrealizowany przez jej wnuka na niedługo przed śmiercią bohaterki.              |
| Resan                                        | Peter Watkins                        | Szwecja                   | 873 min (14 godz. i 33 min)  | 1987         | Wypowiedzi ludzi z całego świata na temat broni jądrowej.                                                                                                  |
| exergue - on documenta 14                    | Dimitris Athyridis                   | Grecja                    | 848 min (14 godz. i 8 min)   | 2024         | [ 48 ] |
| Ropa naftowa                                 | Wang Bing                            | Holandia                  | 840 min (14 godz.)           | 2008         | Dokument ukazujący pracę robotników na polu naftowym w pustyni Gobi.                                                                                       |
| Comment Yukong déplaça les montagnes         | Joris Ivens, Marceline Loridan Ivens | Francja                   | 763 min (12 godz. i 43 min)  | 1976         | Film dokumentujący ostatnie dni Rewolucji kulturalnej. |
| Shoah                                        | Claude Lanzmann                      | Francja · Wielka Brytania | 566 min (9 godz. i 26 min)   | 1985         | Dokumentacja wspomnień świadków zagłady Żydów w czasie II wojny światowej.                                                                                 |
| Po zachodniej stronie torów                  | Wang Bing                            | Holandia                  | 551 min (9 godz. i 11 min)   | 2002         | Dokument analizujący sytuację społeczną i gospodarczą Shenyangu związaną z postępującym upadkiem przemysłu ciężkiego.                                      |
| Tajga                                        | Ulrike Ottinger                      | Niemcy                    | 501 min (8 godz. i 21 min)   | 1992         | Dokument o życiu i zwyczajach ludów koczowniczych w Mongolii.                                                                                              |
| Si Linghun                                   | Wang Bing                            | Szwajcaria · Francja      | 495 min (8 godz. i 15 min)   | 2018         | Wspomnienia byłych więźniów obozu pracy Jiabiangou w Chinach.                                                                                              |
| O.J.: Made in America                        | Ezra Edelman                         | Stany Zjednoczone         | 463 min (7 godz. i 43 min)   | 2016         | Dokument poświęcony postaci O.J. Simpsona. |
| CzechMate: In Search of Jiří Menzel          | Shivendra Singh Dungarpur            | Indie                     | 429 min (7 godz. i 9 min)    | 2018         | Dokument prezentujący historię kina Czechosłowackiej Nowej Fali wraz z wywiadami z głównymi twórcami tego nurtu.                                           |
| Star Spangled to Death                       | Ken Jacobs                           | Stany Zjednoczone         | 402 min (6 godz. i 42 min)   | 2004         | Film prezentujący historię Stanów Zjednoczonych złożony niemal w całości z nagrań archiwalnych.                                                            |
| Bábolna                                      | Sándor Sára                          | Węgry                     | 400 min (6 godz. i 40 min)   | 1985         | Film dokumentalny na temat miasta Bábolna omawiający współczesną sytuację gospodarczą i społeczną oraz prezentujący wspomnienia mieszkańców z przeszłości. |
| I paisan                                     | Giuseppe Morandi                     | Włochy                    | 392 min (6 godz. i 32 min)   | 1967         | Zbiór filmów nakręconych w latach 1956-1967 w Nizinie Padańskiej ukazujących życie codzienne rolników.                                                     |
| Ahlat'ın Yolculuğu                           | Nuri Bilge Ceylan                    | Turcja                    | 390 min (6 godz. i 30 min)   | 2019         | [ 60 ] |
| Babel - lettre à mes amis restés en Belgique | Boris Lehman                         | Belgia                    | 380 min (6 godz. i 20 min)   | 1991         | Dziennik wędrówki autora po jego rodzinnym mieście, Brukseli, wraz z zapisem jego spotkań z przyjaciółmi.                                                  |

## Filmy wieloczęściowe
Filmy tworzące spójną całość, posiadające ciągłość fabularną, realizowane w tym samym czasie lub w niezbyt długim odstępie czasu bez istotnych zmian w ekipie filmowej i których poszczególne części stanowią pełny metraż.
| Tytuł                  | Reżyser              | Kraj produkcji                             | Czas                        | Rok premiery | Uwagi                                                                                          |
| ---------------------- | -------------------- | ------------------------------------------ | --------------------------- | ------------ | ---------------------------------------------------------------------------------------------- |
| Huo shao hong lian si  | Zhang Shichuan       |                                            | 1620 min (27 godz.)         | 1928–31      | Osiemnastoczęściowa ekranizacja powieści w odcinkach. Żadna część produkcji nie zachowała się. |
| Hong lou meng          | Xie Tieli, Zhao Yuan |                                            | 735 min (12 godz. i 15 min) | 1988–89      | Sześcioczęściowa ekranizacja powieści Cao Xueqina.                                             |
| Władca Pierścieni      | Peter Jackson        | Nowa Zelandia · Stany Zjednoczone          | 681 min (11 godz. i 21 min) | 2001–03      | Trzyczęściowa ekranizacja powieści J.R.R. Tolkiena.                                            |
| Dola człowiecza        | Masaki Kobayashi     | Japonia                                    | 574 min (9 godz. i 34 min)  | 1959–61      | Trzyczęściowa ekranizacja powieści Junpei Gomikawy.                                            |
| Digimon Adventure tri. | Keitarō Motonaga     | Japonia                                    | 540 min (9 godz.)           | 2015–18      | Sześcioczęściowy cykl filmów animowanych z uniwersum Digimon.                                  |
| Hobbit                 | Peter Jackson        | Nowa Zelandia · Stany Zjednoczone          | 532 min (8 godz. i 52 min)  | 2012–14      | Trzyczęściowa ekranizacja powieści J.R.R. Tolkiena.                                            |
| Fotodrama stworzenia   | Charles Taze Russell | Stany Zjednoczone                          | 480 min (8 godz.)           | 1914         | Czteroczęściowy cykl filmów religijnych.                                                       |
| Wyzwolenie             | Jurij Ozierow        | Polska                                     | 470 min (7 godz. i 50 min)  | 1969–71      | Pięcioczęściowy cykl filmów wojennych.                                                         |
| Wojna i pokój          | Siergiej Bondarczuk  |                                            | 415 min (6 godz. i 55 min)  | 1966–67      | Czteroczęściowa ekranizacja powieści Lwa Tołstoja.                                             |
| Emigranci, Osadnicy    | Jan Troell           | Szwecja                                    | 393 min (6 godz. i 33 min)  | 1971–72      | Dwuczęściowa ekranizacja cyklu powieściowego Vilhelma Moberga.                                 |
| Tysiąc i jedna noc     | Miguel Gomes         | Portugalia · Francja · Niemcy · Szwajcaria | 383 min (6 godz. i 23 min)  | 2015         | Trzyczęściowa uwspółcześniona ekranizacja wybranych opowiadań z Księgi tysiąca i jednej nocy.  |